# پیپت زردفام
پیپت زردفام (نام علمی: Anthus lutescens) نام یک گونه از سرده پیپت‌ها است.